# بيتر غيلبرت
بيتر غيلبرت (بالإنجليزية: Peter Gilbert) (31 يوليو 1983 بنيوكاسل أبون تاين في المملكة المتحدة - ) هو لاعب كرة قدم بريطاني في مركز الدفاع. شارك مع منتخب ويلز تحت 21 سنة لكرة القدم. أما مع النوادي، فقد لعب مع أولدهام أثلتيك وبرمنغهام سيتي وشيفيلد وينزداي وليستر سيتي ونادي بليموث أرجايل ونادي دونكاستر روفرز ونادي ساوثيند يونايتد ونادي نورثامبتون تاون ونادي جوول ‏ ولينكولن سيتي أف سي وداغنهام وريدبريدج.

## وصلات خارجية
- بيتر غيلبرت على موقع قاعدة بيانات كرة القدم.إي يو (الإنجليزية)
- بيتر غيلبرت على موقع Soccerbase.com (لاعب) (الإنجليزية)